# Továrna fysikálních strojů Dr. Houdek a Hervert
Továrna fyzikálních strojů Dr. Houdek a Hervert je zaniklá firma v Bubenči v Praze, která sídlila v ulici Korunovační. Její budova pod názvem „Křižíkův dům“ slouží kancelářským účelům.

## Historie
V roce 1870 založil v Kaprově ulici dr. Mírumil Neumann (1843–1873), docent experimentální fyziky na pražské univerzitě, továrnu na fysikální stroje a měřické modely. Po jeho smrti se majiteli závodu stali dr. František Houdek, profesor na obecním reálném gymnáziu v Praze III., a Josef Hervert, asistent fyziky při české technice a společnost přejmenovali na název „Dr. Houdek a Hervert“. V roce 1878 společník Hervert zemřel a jediným vlastníkem továrny zůstal dr. Houdek. Ten dal v roce 1890 postavit v Korunovační ulici obytný dům čp. 103, do kterého továrnu z Kaprovy ulice přestěhoval.
V domě žil a pracoval český vynálezce František Křižík; jeho působení zde připomíná pamětní deska.